# Любавские
Любавские — дворянский род.
Потомство Юрия Любавского (†1464 — 1483). Его потомок в пятом поколении, Фёдор Михайлович Любавский, за Московское осадное сидение пожалован вотчиной (1615).
При подаче документов (1686) для внесения рода в Бархатную книгу, была предоставлена родословная роспись Любавских и правовая грамота, данная первому Любавскому (1566), в состав акта включён текст жалованной грамоты рязанского великого князя Фёдора Ольговича (1402—1427) Даниле Александровичу Любавскому на вотчину в Сюлемске в Рязанском княжестве.
Определением Рязанского дворянского депутатского собрания род внесён в VI часть родословной книги.

## Описание герба
В голубом поле изображены: в правом верхнем углу солнечное сияние, а с левой стороны — выходящая из облаков рука, поражающая мечом змея; под облаками — три серебряные звезды.
На щите дворянский коронованный шлем. Нашлемник: согнутая рука в латах со шпагой. Намёт на щите голубой, подложенный серебром. Герб рода Любавских внесён в Часть 9 Общего гербовника дворянских родов Всероссийской империи, стр. 32.

## Известные представители
- Любавский Пётр Васильевич — московский дворянин (1672—1692).
- Любавский Софрон Анисимович — стряпчий (1676), стольник (1678—1692).
- Любавский Иван Петрович — стряпчий (1682), стольник (1692).
- Любавские: Иван Федотович и Афанасий Прокофьевич — стряпчие (1692)[2].